# 池田愛 (1988年生)
池田 愛（いけだ めぐみ、1988年1月18日 - ）は、日本の女優。
埼玉県 川越市出身。サイトウルーム所属。特技はジャズダンス。

## 来歴・人物
テアトルアカデミー（劇団コスモス）出身。子役としてCM、教育番組『あいうえお』レギュラー出演等で活動。
2006年7月、『ダンドリ。〜Dance☆Drill〜』のダンスチーム「MAYFISH」一員役でテレビドラマ初レギュラー出演となる。
2010年8月、浅井プロダクションからサイトウルームに移籍したことを発表。

## 過去の出演
太字は主演。

### テレビドラマ
- 月曜ミステリー劇場 真実を追う男（2002年11月11日、TBS） - 神宮寺愛子 役
- 土曜ワイド劇場 警視庁女性捜査班3（2003年10月25日、テレビ朝日） - 坂本麻美 役
- 土曜ワイド劇場 松本清張の証言（2004年3月27日、テレビ朝日）
- Pinkの遺伝子 第4話（2005年、テレビ東京） - 女子生徒 役
- ダンドリ。〜Dance☆Drill〜（2006年、フジテレビ） - 宮川葉月 役
- 翼の折れた天使たち 第三夜「時」（2007年2月28日、フジテレビ）
- 探偵学園Q 第2話（2007年、日本テレビ） - ダンス少女 役
- 水曜ミステリー9 神楽坂署生活安全課3（2007年10月17日、テレビ東京） - 保田みなみ 役
- フルスイング（2008年、NHK） - 遠藤みゆ 役
- 仮面ライダーキバ 第19話「フュージョン・オーラの嵐」（2008年、テレビ朝日） - メイドカフェ店員 役
- 赤い糸（2008年 - 2009年、フジテレビ） - 由希 役
- 絶対零度〜未解決事件特命捜査〜 第3話（2010年、フジテレビ） - 田口良美 役
- 月の恋人〜Moon Lovers〜 第7話（2010年、フジテレビ） - OL 役
- 科捜研の女 第10シリーズ 第6話（2010年、テレビ朝日） - 須藤歩美 役
- パーフェクト・リポート 第4話（2010年、フジテレビ） - 倉本加奈 役
- 幸せになろうよ 最終話（2011年、フジテレビ）
- 非公認戦隊アキバレンジャー 第2話（2012年、BS朝日） - コスプレ女性(マルシーナ変身前) 役
- もう一度君に、プロポーズ 第5話・8話（2012年、TBS）
- 積木くずし 最終章（2012年11月23日・24日、フジテレビ） - 榎本悦子 役
- おトメさん 第3話（2013年、テレビ朝日） - キャバクラ嬢・ミカ 役
- 連続ドラマW「鍵のない夢を見る」 第1夜（2013年、WOWOW） - 矢島照美 役
- BS時代劇 神谷玄次郎捕物控（2014年、NHK BSプレミアム） - お鷹 役
  - 神谷玄次郎捕物控2（2015年）
- 犯罪症候群 Season2（2017年、WOWOW） - 坂井優奈 役
- 池波正太郎時代劇 光と影 第2話（2017年、BSジャパン） - おみの 役
- 捜査会議はリビングで! 第3話（2018年、NHK BSプレミアム） - 初田由起子 役
- ランチ合コン探偵 〜恋とグルメと謎解きと〜 第9話（2020年3月5日、日本テレビ系） - 桐谷琴乃 役
- 江戸モアゼル〜令和で恋、いたしんす。〜 第5話（2021年2月4日、日本テレビ系） - ダンス講師 役

### 映画
- 受験のシンデレラ（2008年） - 娘 役
- 赤い糸（2008年） - 由希 役
- オムライス（2011年） - <手塚先生>バーのカップル 役

### 舞台
- TOKYOアリス2000（2000年8月、渋谷クロスタワーホール） - 南雲母 役
- アルゴミュージカル
  - 山に抱かれて（2001年、うつくしま未来博）
  - 誰もがリーダー 誰もがスター（2002年7月、アートスフィア） - まい 役
  - ユー・ガット・ア・フレンド（2004年7月 - 8月、青山円形劇場ほか）
- ありがとうサボテン先生（2002年3月、日生劇場） - 山本直美 役
- 同期の桜（2003年、靖国神社境内特設舞台） - 片岡令子 役
- 3年B組金八先生 夏休みの宿題（2003年8月、明治座） - 高畑淳子 役
- ハイスクール・ミュージカル（2007年7月、青山劇場） - 女子生徒 役
- 俺は、君のためにこそ死ににいく（2008年8月・2009年4月 - 5月、靖国神社境内特設舞台ほか） - 鶴田一枝 役
- 朗読劇 モスリラ（2011年1月、ライブスペースSONANTA） - ナツキ 役
- うそつきと呼ばないで（2011年3月、元麻布ギャラリー） - 木下麻里 役
- Life pathfinder 2011 Tour to the end.（2011年8月、新国立劇場小劇場）
- ジンギスカン〜わが剣、熱砂を染めよ〜（2011年10月、渋谷区文化総合センター）
- 冷たい唇、温かい箇所（2012年4月、銀座みゆき館劇場） - 夏目真衣 役
- さらば、愛しの映画ホテル（2012年10月31日 - 11月6日、銀座みゆき館劇場） - 広中万智 役
- 飛ぶ金魚「ベルボトムVer.」（2013年6月、銀座みゆき館劇場） - 水野杏子 役

### テレビ番組
- あいうえお（1999年度 - 2001年度、NHK教育） - 片瀬えりか 役

### ラジオドラマ
- FMシアター「僕らはみんな」（2008年1月26日、NHK-FM）

### 声優

#### アニメ
- ミチコとハッチン（2008年10月 - 2009年3月、フジテレビ） - マリア・ベレンバウザー山田 役

#### ゲーム
- 牧場物語（ニンテンドーDS） - PVナレーション
- サンデーVSマガジン 集結!頂上大決戦（2009年、PlayStation Portable）

### CM
- ロッテ「Amu」（1998年）
- ベネッセ 進研ゼミ小学生講座
- NTT Lモード（2001年）
- P&Gジャパン アイムス
- 大塚ベバレジ「JAVA TEA」（2010年、BS放送限定）
- 日清食品 日清ラ王「いくら?」篇（2012年9月）
- ダイナム（2013年） - ナレーション
- 第一パン ポケモンパン
- DHC パーフェクトサプリ
- 宇都宮市 これからを楽しむまち 宇都宮

## リリース作品

### DVD
- Andantino♪（2002年、心交社） - 共演：井上優里菜、今井春奈

### 写真集
- ポコ ア ポコ（2002年、心交社） - 同上